# Горелкин, Александр Григорьевич
Александр Григорьевич Горелкин (2 августа 1925, Поярково, Михайловский район — 30 октября 1999, Москва) — советский военачальник, заместитель командира 1-го корпуса ПВО, а затем заместитель командующего 1-й армией ПВО Особого назначения по боевой подготовке ордена Ленина Московского округа ПВО (1977—1985), генерал-майор.

## Биография
Родился 2 августа 1925 года в деревне Поярково Скопинского уезда Рязанской губернии (ныне — Михайловского района Рязанской области).
Учился в машиностроительном техникуме в городе Москва. С января 1943 года — на военной службе. Участник Великой Отечественной войны. Служил радистом-телефонистом в парашютно-десантном полку откуда был направлен на учёбу во 2-е Киевское военное училище самоходной артиллерии, которое окончил в ноябре 1943 года, получив звание младшего лейтенанта. С ноября 1943 года — командир самоходной артиллерийской установки (САУ) СУ-76 1892 самоходного артиллерийского полка 27-й армии 2-го Украинского фронта. Участвовал в освобождении Правобережной Украины, Молдавии, Румынии. Был контужен. Награждён орденом Отечественной войны 2-й степени. В 1944 году вступил в ВКП(б)/КПСС.
В октябре 1944 года направлен на учёбу в Высшую офицерскую школу самоходной артиллерии в город Балашов Саратовской области, которую окончил в феврале 1945 года. После недолгого пребывания в резерве в Москве был направлен в город Горький (ныне — Нижний Новгород), где был назначен командиром батареи САУ 922-го самоходно-артиллерийского полка, направляемого в состав 65-й армии 2-го Белорусского фронта. Участвовал в освобождении Польши и в боях на территории Германии.
После войны в 1945—1949 годах служил в должностях командира батареи 76-миллиметровых пушек, начальника штаба артиллерийского дивизиона. В 1949—1955 годах — начальник разведки артиллерийского полка, а затем начальник разведки артиллерии танковой дивизии. Окончил курсы офицеров войсковой разведки. В 1955 году поступил в Артиллерийскую радиотехническую академию Войск ПВО имени Маршала Советского Союза Л. А. Говорова в городе Харьков Украинской ССР (ныне — Украины) откуда в 1957 году был переведён на факультет зенитных ракетных войск созданной накануне Командную академии ПВО в городе Калинин (ныне — Военная академия воздушно-космической обороны имени Маршала Советского Союза Г. К. Жукова в городе Тверь).
Окончив с красным дипломом академию, в июле 1960 года был назначен на должность начальника штаба зенитного ракетного полка 17-го корпуса ПВО 1-й армии ПВО Особого назначения (1А ПВО ОсН) ордена Ленина (с 1968) Московского округа ПВО. В 1961—1966 годах — командир зенитного ракетного полка 17-го корпуса ПВО 1А ПВО ОсН.
В 1966—1970 годах — начальник отдела боевой подготовки корпуса ПВО. В 1970—1977 годах — заместитель командира 1-го корпуса ПВО 1А ПВО ОсН (штаб корпуса — в деревне Петровское Ленинского района Московской области. В 1972 году в составе оперативной группы Московского округа ПВО принимал активное участие в руководстве тушения  лесных и торфяных пожаров на территории Орехово-Зуевского, Павлово-Посадского и Шатурского районов Московской области.
В 1977 — 1985 годах — заместитель командующего 1-й армией ПВО Особого назначения по боевой подготовке — начальник отдела боевой подготовки (штаб — город Балашиха Московской области).
С октября 1985 года генерал-майор А. Г. Горелкин — в запасе.
Уволившись в запас, принимал активное участие в патриотическом воспитании молодёжи, занимался созданием Совета ветеранов микрорайона Раменки (ныне — района Западного административного округа города Москвы).
Жил в Москве. Умер 30 октября 1999 года. Похоронен на Токарёвском кладбище Люберецкого района Московской области.
Генерал-майор артиллерии (28.10.1976). Генерал-майор (26.04.1984).

## Награды
- ордена Отечественной войны 1-й (11.03.1985)[1] и 2-й (22.02.1944)[2] степеней;
- орден Трудового Красного Знамени;
- орден Красной Звезды;
- орден «За службу Родине в Вооружённых Силах СССР» 3-й степени;
- орден «Знак Почёта»;
- медали СССР и Российской Федерации.

## Сочинения
- Горелкин А. Г. Самоходки, вперед! — М.: Воениздат, 1988. — 160 с. — (Рассказывают фронтовики).
- Горелкин А. Г. Эхо войны — М.: Берегиня, 1995. — 305 с.[3]